# Клох-Чатсуэрт
Клох-Чатсуэрт (англ. Clogh-Chatsworth; ирл. An Chloch-Achadh Tiobraide) — деревня в Ирландии, находится в графстве Килкенни (провинция Ленстер).

## Демография
Население — 351 человек (по переписи 2006 года). В 2002 году население составляло 320 человек.
Данные переписи 2006 года:
| Общие демографические показатели |               |                               |                               |      |      |
| Всё население                    | Всё население | Изменения населения 2002—2006 | Изменения населения 2002—2006 | 2006 | 2006 |
| 2002                             | 2006          | чел.                          | %                             | муж. | жен. |
| 320                              | 351           | 31                            | 9,7                           | 163  | 188  |